# Hôtel de Ciron-Fumel
Palais consulaire de Toulouse
L’hôtel de Ciron-Fumel, aujourd'hui Palais consulaire de Toulouse, est un ancien hôtel particulier qui se situe au no 2 rue d'Alsace-Lorraine et au no 6 rue Croix-Baragnon, au nord de la place Rouaix, dans le centre historique de Toulouse. Le palais actuel résulte de la réunion, au cours du XVIIIe siècle, de deux hôtels particuliers construits au XVIIe siècle dont l'un appartenait à la famille Ciron. Au milieu du XVIIIe siècle, l'hôtel est réaménagé par le comte Joseph de Fumel, avant d'être racheté par la municipalité pour devenir en 1770 la résidence des premiers présidents du parlement de la ville. À la Révolution, il accueille l'administration départementale, avant de devenir l'hôtel de l'Archevêché. Enfin, après la loi de séparation de 1905, l'hôtel trouve son affectation actuelle et est vendu à la Chambre de commerce et d'industrie de Toulouse.
Les différentes campagnes de constructions, qui s'étalent du milieu du XVIIe siècle au milieu du XXe siècle, les aménagements et réaménagements successifs, dus aux goûts et aux objectifs différents d'occupants nombreux et divers expliquent que l'édifice actuel réunisse des styles différents. Si certaines pièces rappellent le souvenir de la famille Ciron et l'architecture néo-classique du XVIIIe siècle, de nombreux espaces ont été remaniés par la Chambre de commerce et d'industrie au cours du XXe siècle.

## Histoire
Au XIVe siècle, les terrains sur lesquels se trouvent une partie de l'hôtel et plusieurs immeubles voisins appartiennent au capitoul Raymond de Puybusque, issu d'une importante famille toulousaine qui accède plusieurs fois au capitoulat entre les XIVe et XVIe siècles. Au XVIe siècle, deux immeubles occupent l'emplacement de l'hôtel actuel. Le plus grand appartient à Jean de Saint-Jean, seigneur de Ségoufielle, capitoul en 1510-1511. Il passe peu avant 1570 à son fils aîné, Jean-Paul de Saint-Jean, baron de Ségoufielle et seigneur de Mons, président au Parlement de 1574 à 1586, puis à son fils cadet, Pierre Odet de Saint-Jean, seigneur de Mons, président au Parlement de 1587 à 1598. Le second immeuble appartient en 1477 à Jean de Villeneuve, seigneur de Saint-Jory, capitoul en 1445-1446. En 1549, il est aux mains du seigneur de Montlaur. Vers 1553, il est acheté par Guillaume Boyer, ancien avocat au Parlement de Toulouse, conseiller au Parlement de Bordeaux en 1545-1546, puis président au Parlement de Toulouse de 1553 à 1573. En 1620, il appartient à Pierre de Lagorrée, prêtre et docteur en théologie, prieur de Lescure-d'Albigois, et en 1641 a Jean-Antoine de Lagorrée, abbé et seigneur de Beauzelle.
Au cours du XVIIe siècle, les deux immeubles passent à la famille de Ciron, riche famille originaire du Rouergue. Vers 1650, Jean Baptiste de Ciron, seigneur de Carmaux, président à mortier de 1654 à 1683, est en possession de l'hôtel. Il le transmet à son fils, Jacques Philippe de Ciron, seigneur et baron de Carmaux, conseiller en 1674, président de 1692 à 1724. Il passe ensuite entre les mains du fils de ce dernier, Innocent François de Ciron de Carmaux, conseiller de 1718 à 1725.
En 1742, l'hôtel de Ciron est vendu en deux parties par la sœur d'Innocent de Ciron, Marie de Ciron, son mari François Paul de Solages, seigneur de Salvagnac, et leur fils Gabriel. La première partie est cédée au prix de 35 500 livres à François de Roux, marquis de Sainte-Colombe, président au Parlement en 1695 et conseiller d'honneur en 1740. La deuxième partie est vendue à Sylvestre-Jean-François de Roux, marquis de Puivert, conseiller en 1734, président aux Requêtes en 1739 et président à mortier en 1743. En 1746, Sylvestre-Jean-François de Roux réunit les deux immeubles, qui ne sont désormais plus jamais séparés. En 1751-1752, Sylvestre-Jean-François de Roux décide cependant d'édifier un nouvel hôtel particulier, rue Bouquières (actuel no 8), et il vend donc l'hôtel de la rue Croix-Baragnon au comte Joseph de Fumel, maréchal des camps et armées du roi en 1762, commandeur de l'ordre royal et militaire de Saint-Louis en 1781, lieutenant de la province de Lyonnais, commandant dans les provinces d'Agenais et du Condomois.
En 1769, à l'instigation du premier président du Parlement Pierre-Louis-Anne Drouyn de Vaudeuil et sur injonction du comte de Saint-Florentin, ministre de la Maison du roi, la ville est mise en demeure de fournir un logement aux premiers présidents du Parlement. L'hôtel de Ciron-Fumel est acheté par la municipalité au nom du roi, au prix de 85 000 livres. En 1770, le nouveau premier président Joseph de Niquet est le premier à s'installer dans l'hôtel qui a été redécoré et réaménagé.
La Révolution française apporte des bouleversements. En 1790, le Parlement de Toulouse est supprimé et l'immeuble se trouve inoccupé. En 1791, la ville décide finalement de louer l'hôtel au Directoire du Département, pour le prix de 3 000 livres par an. Les années suivantes, la ville vend une partie du mobilier et des glaces de l'hôtel. En 1798, l'administration départementale se trouve trop à l'étroit et décide de s'installer dans l'ancien archevêché, désaffecté depuis 1793 : le transfert a lieu en novembre 1799. En 1802, à la suite du Concordat, l'hôtel est finalement affecté au logement du nouvel archevêque de la ville, Claude François Marie Primat. La décision est confirmée par décret impérial lors de la venue de Napoléon Ier à Toulouse en 1808.
En décembre 1906, en vertu de la loi de séparation, l'hôtel de l'Archevêché est désaffecté. Le 25 janvier 1907, l'État décide de céder les bâtiments au département pour 170 000 francs, afin qu'il les rétrocède lui-même pour le même prix à la Chambre de commerce. En effet, celle-ci se trouvait trop à l'étroit dans ses locaux de la place de la Bourse. En 1913, elle devient effectivement propriétaire de l'hôtel de Ciron-Fumel.

## Description

### Extérieur
Le long de la rue d'Alsace-Lorraine est visible le corps de bâtiment le plus récent, construit dans la première moitié du XXe siècle, à l'alignement de la rue, afin de donner une nouvelle façade monumentale à la Chambre de commerce et d'industrie. Les sept travées de gauche sont construites par les architectes Barthélémy Guitard et Jean Valette entre 1920 et 1925, tandis que les trois dernières travées de droite ne sont réalisées qu'en 1936, par le seul Jean Valette. La façade, qui recherche une certaine monumentalité, utilise un vocabulaire architectural éclectique, avec quelques influences de l'Art nouveau. Elle s'élève sur trois niveaux : un rez-de-chaussée, un entresol et un étage. Le rez-de-chaussée, réalisé en pierre de taille, est ouvert par deux portes situées aux extrémités du bâtiment. À l'entresol et au premier étage, la façade est en brique et seuls les encadrements des fenêtres sont réalisés en pierre de taille. Au premier étage, celles-ci sont dotées de balcons, soutenus par de grandes consoles sculptées, et ornées de frises sculptées. L'élévation est couronnée par une large corniche en pierre, ornée de denticules et de modillons, et par une lourde balustrade en pierre.
À l'angle des rues d'Alsace-Lorraine et Croix-Baragnon, un petit bâtiment en brique claire, construit à la fin du XIXe siècle, lors du percement de la rue d'Alsace-Lorraine, donne accès au jardin. Entre les deux ailes latérales, le corps de bâtiment central est percé d'un grand portail en pierre de taille. Il surmonté d'un fronton curviligne, orné du blason de la Chambre de commerce.

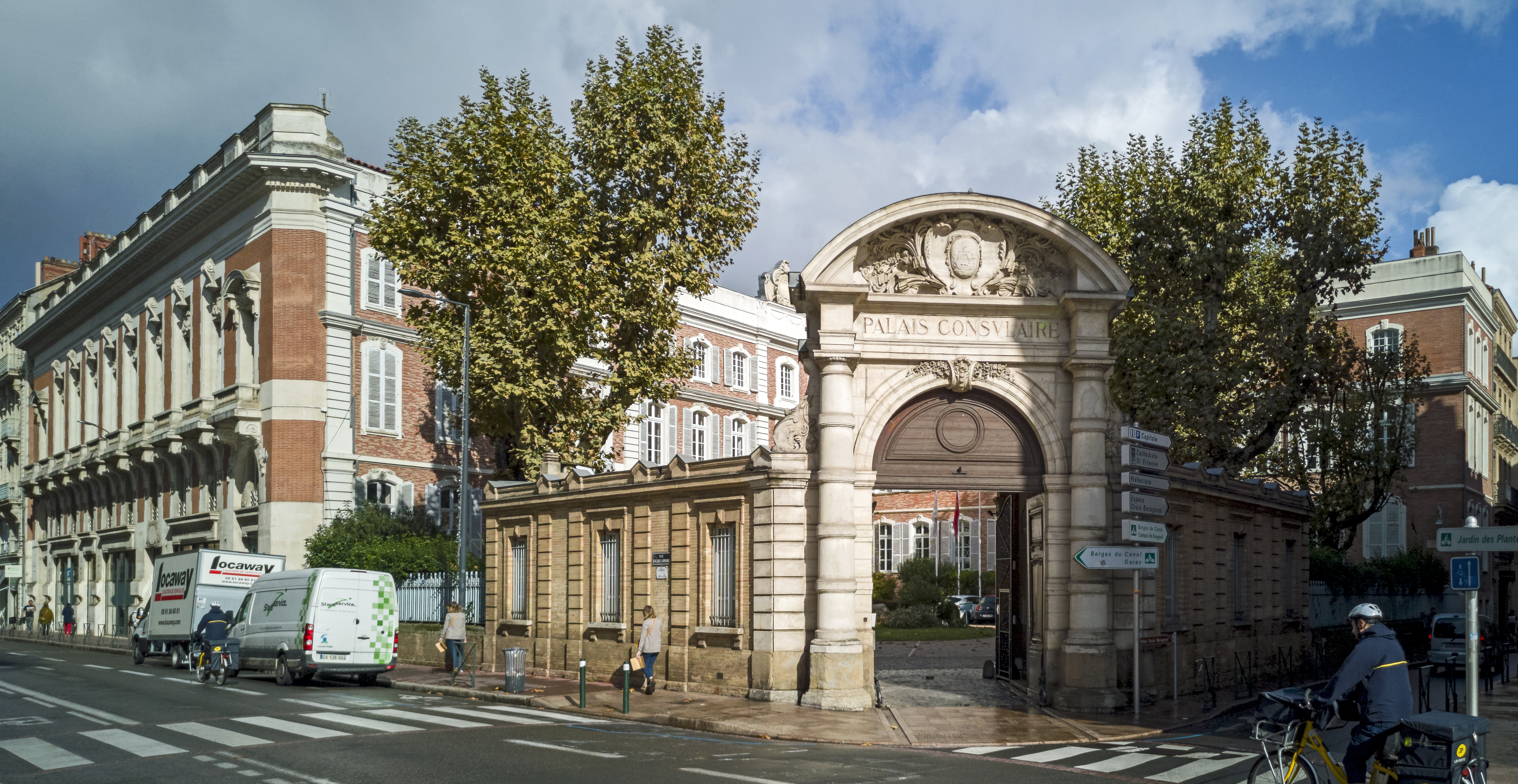
Le palais consulaire vu depuis la place Rouaix.
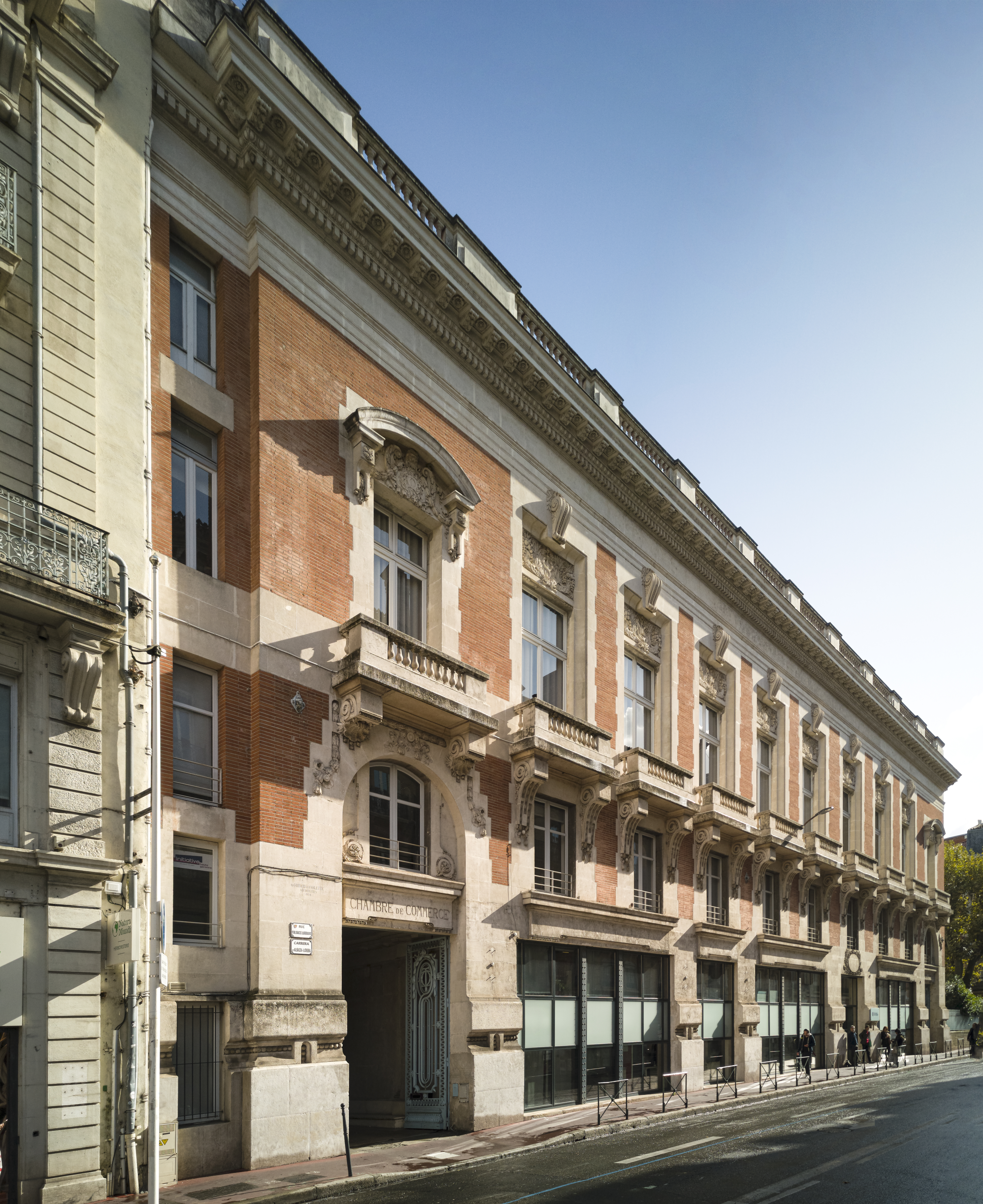
Le bâtiment sur la rue d'Alsace-Lorraine (1re moitié du XXe siècle).
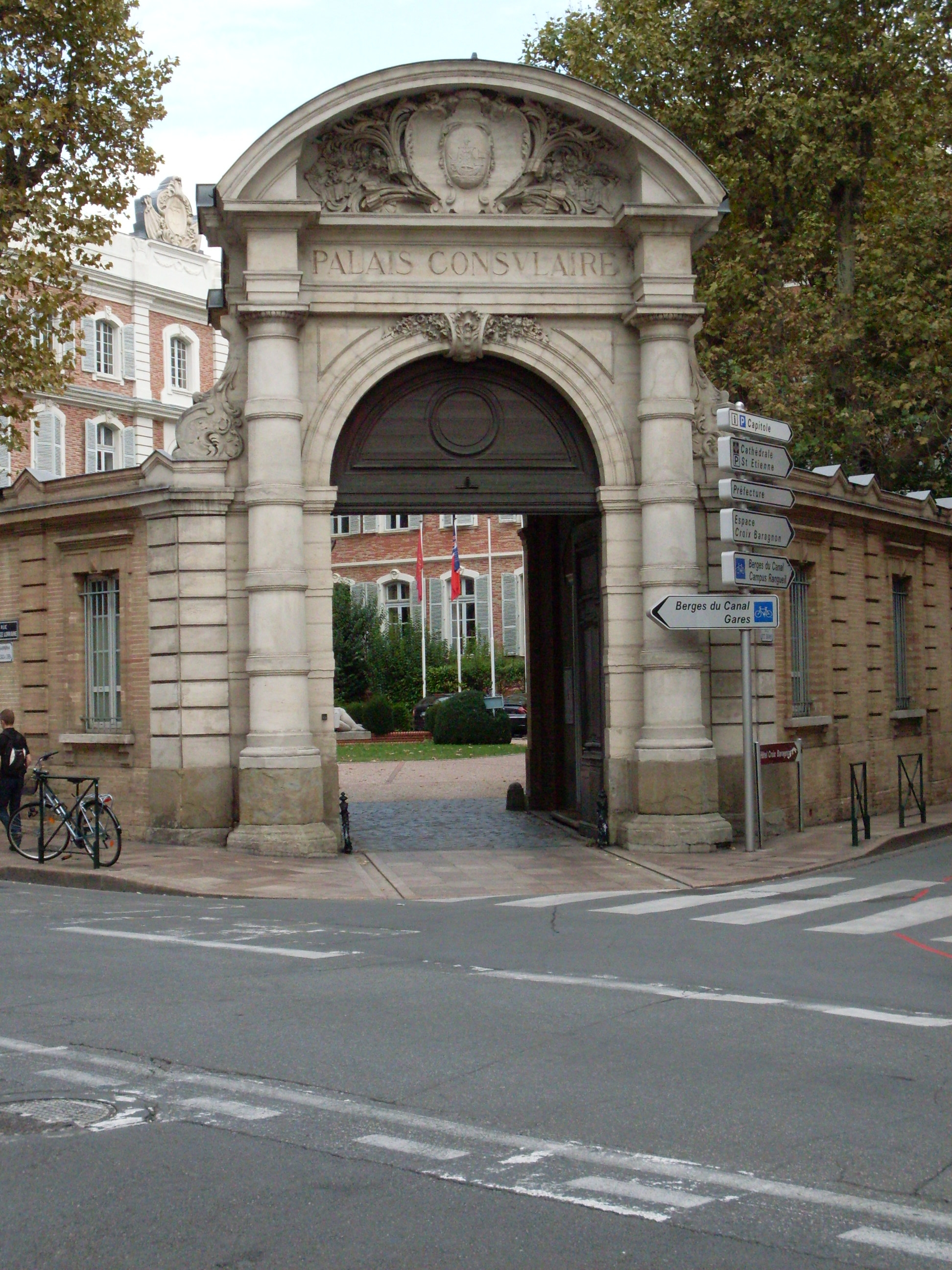
Le bâtiment à l'angle des rues d'Alsace-Lorraine et Croix-Baragnon (fin du XIXe siècle).
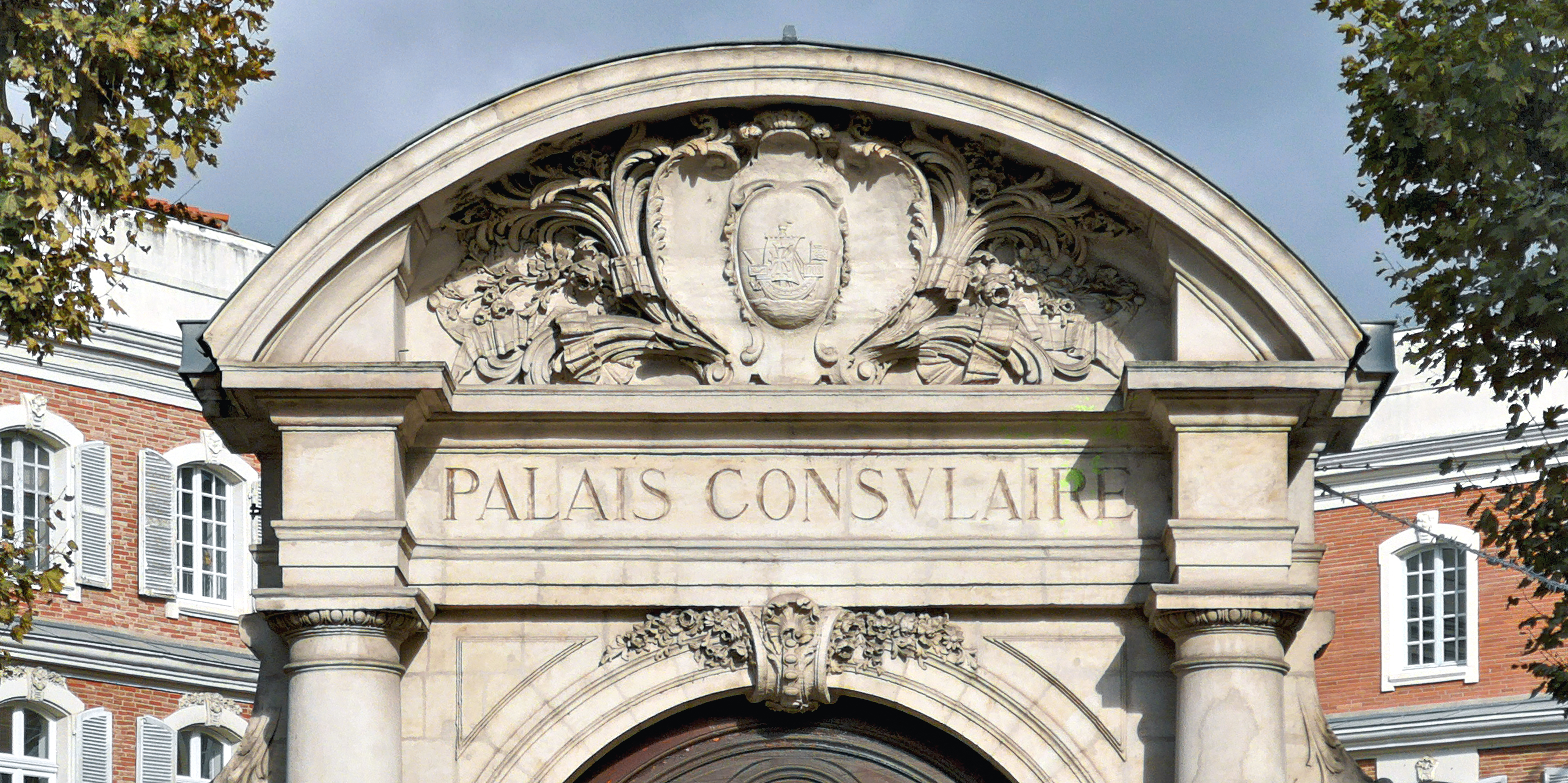
Le fronton et le blason de la Chambre de commerce et d'industrie.

Dans le jardin, une sculpture de Joseph Andrau, directeur de l'École des beaux-arts, représente la Garonne opulente (1957). Les élévations en brique des deux bâtiments en équerre datent du XVIIIe siècle, lorsque les deux hôtels furent réunis. Elles comprennent un rez-de-chaussée surélevé et deux étages - le corps de bâtiment sur la rue Croix-Baragnon n'ayant été cependant surélevé d'un étage, sur les plans de Jean Valette, qu'en 1949. Les fenêtres sont segmentaires et une agrafe sculptée. La 3e et la 7e travée sont mises en valeur par des pilastres qui embrassent les trois niveaux et encadrent, au rez-de-chaussée, deux vastes portes voûtées en plein cintre. Au-dessus de la porte de la 7e travée, un blason sculpté contient le monogramme de la Chambre de commerce et d'industrie.

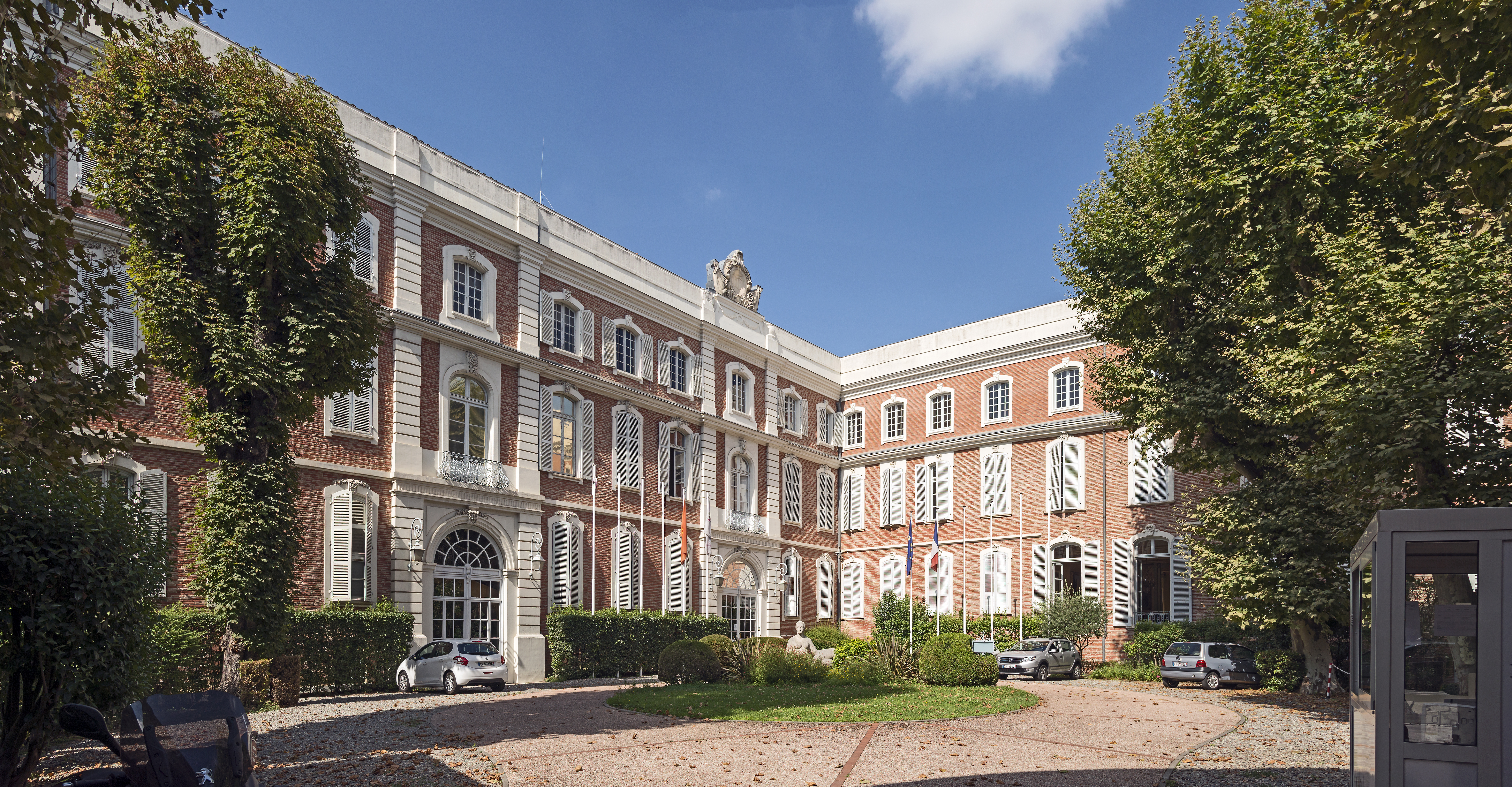
La façade sur jardin.
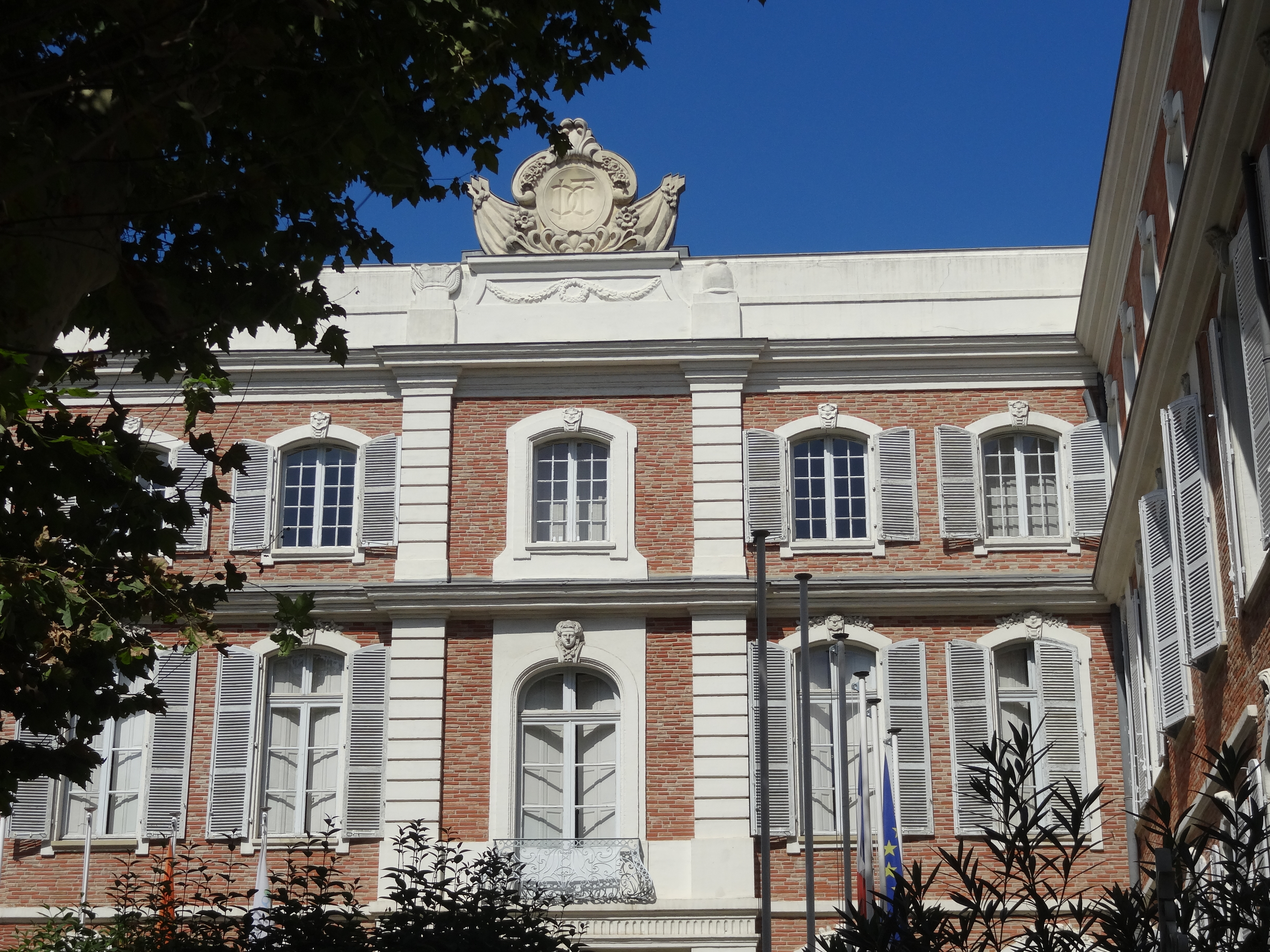
Détail de la façade sur jardin.

### Intérieur
À l'intérieur, des éléments anciens du XVIIe siècle et du XVIIIe siècle ont subsisté. L'escalier d'honneur est doté d'une rampe en fer forgé, installée lors du réaménagement de l'hôtel pour le premier président du Parlement entre 1770 et 1772.
Une salle conserve un plafond peint au milieu du XVIIe siècle pour Jean-Baptiste de Ciron, redécouvert en 1952 lors de travaux de restauration. Les poutres présentent un décor d'oves, de motifs architecturaux et de guirlandes de feuillages. Les deux poutres principales ont des figures d'enfants jouant dans des rinceaux, ainsi que des portraits de divinités dans des médaillons : Jupiter et Cléopâtre, Mercure et Minerve, Mars et Flore, Cérès et Bacchus. Entre les poutres sont peints les monogrammes BDC et DM : Baptiste de Ciron et son épouse, Diane de Maussac.
La décoration des salles est marquée par les interventions d'artistes, principalement toulousains, au XXe siècle, à la demande de la Chambre de commerce et d'industrie. L'escalier principal est décoré de peintures de la fin du XIXe siècle et du début du XXe siècle. De 1948 à 1951 plusieurs décors sont exécutés par les sculpteurs Henri Parayre et Monin, et les peintres Maurice Georges Poncelet, Raymond Espinasse, Antonin Cazelles, Maurice Mélat, Arthur Fages, Raoul Bergougnan et Édouard Bouillière. Dans l’aile perpendiculaire à la rue Croix-Baragnon s'enchaînent les Salons jaune, rouge, vert et la salle Audouy, avec lustres, tableaux et mobilier de prestige. La salle des séances impressionne se signale par sa décoration moderne. La salle Gaston-Doumergue sert de salle de réception.

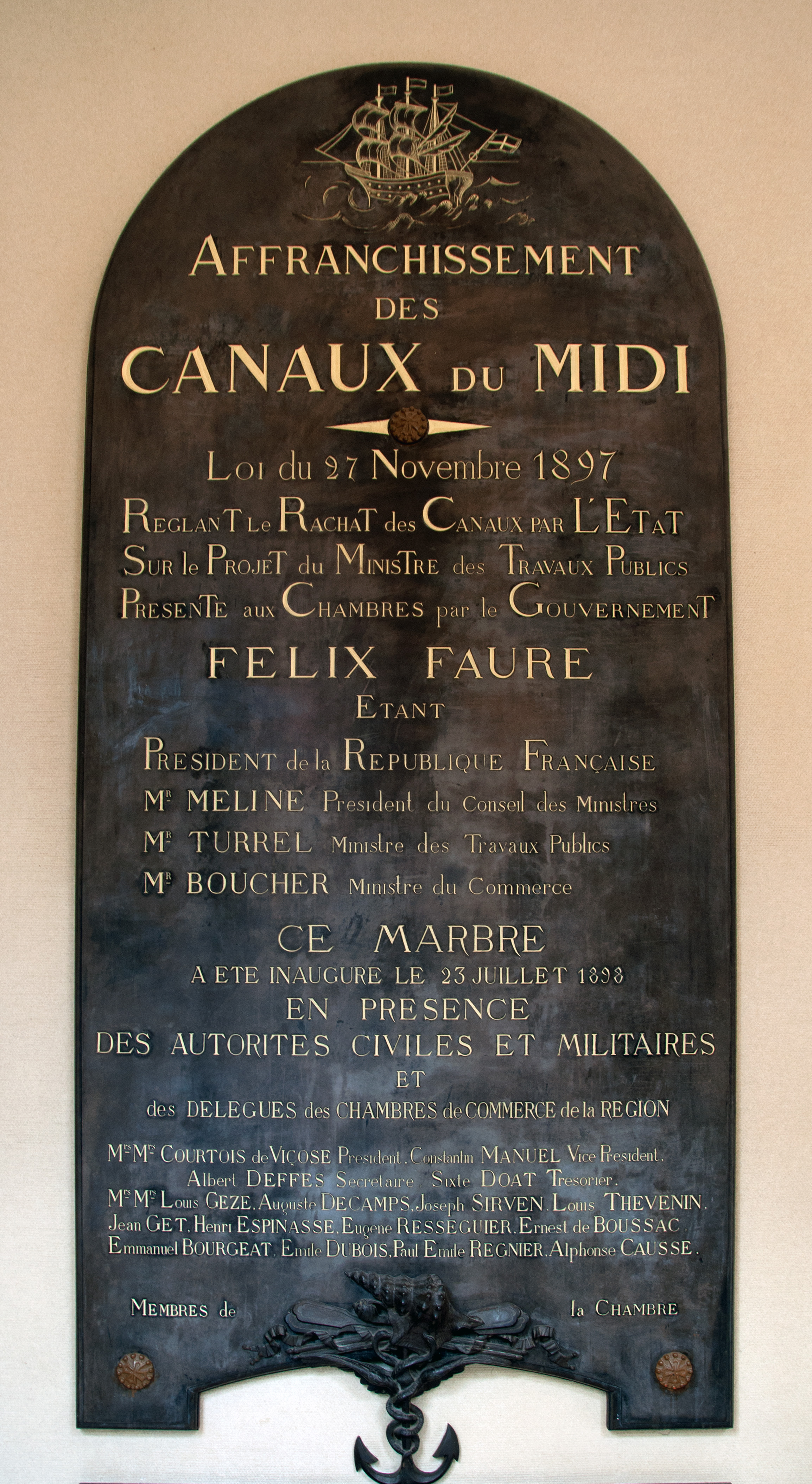
Détail du vestibule d'entrée : l'affranchissement des canaux du Midi (1897).
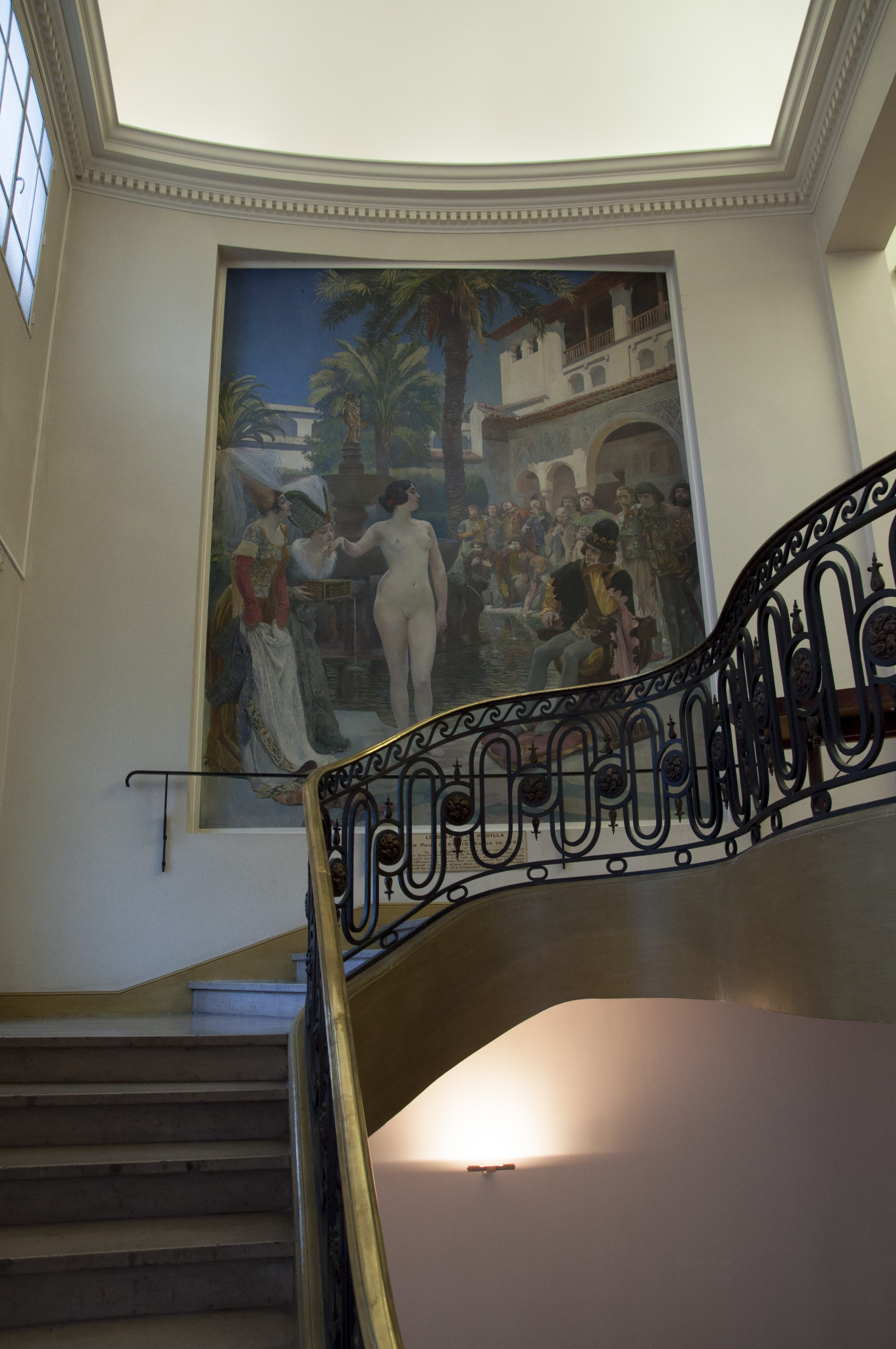
L'escalier principal et le Bain de la Padilla (par Paul Gervais, 1898).
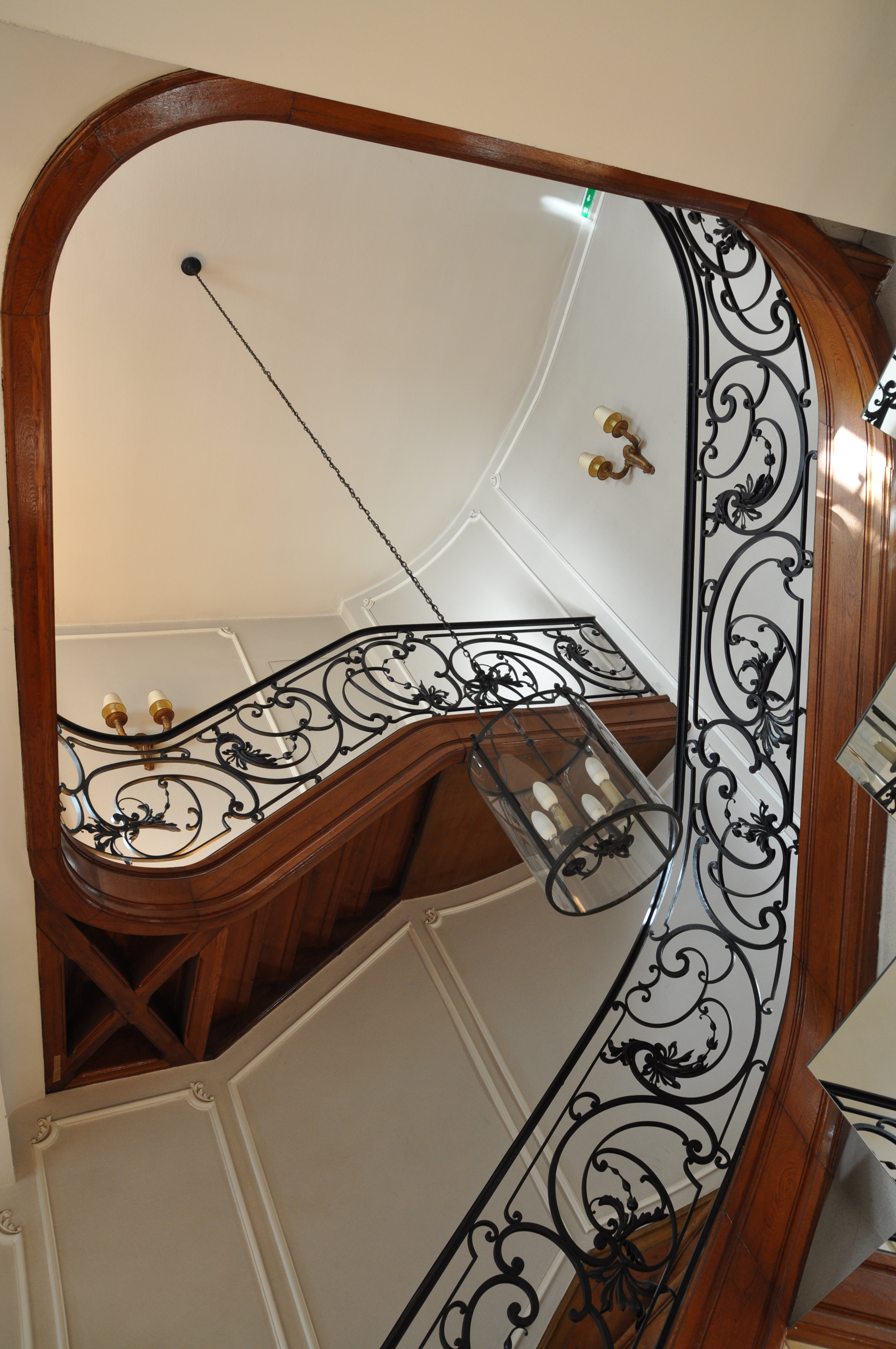
L'escalier d'honneur et sa rampe en fer forgé (XVIIIe siècle).
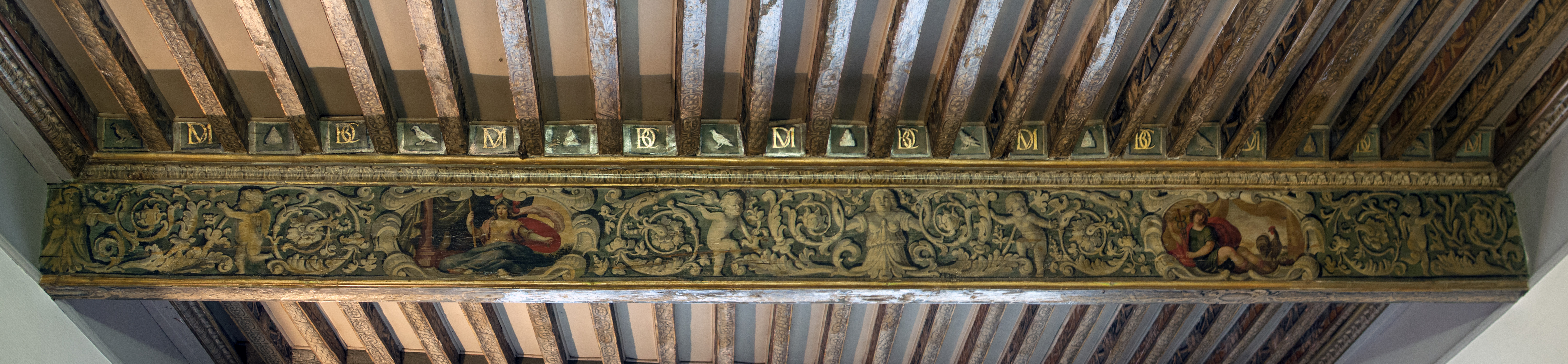
Détail du plafond à la française (XVIIe siècle).
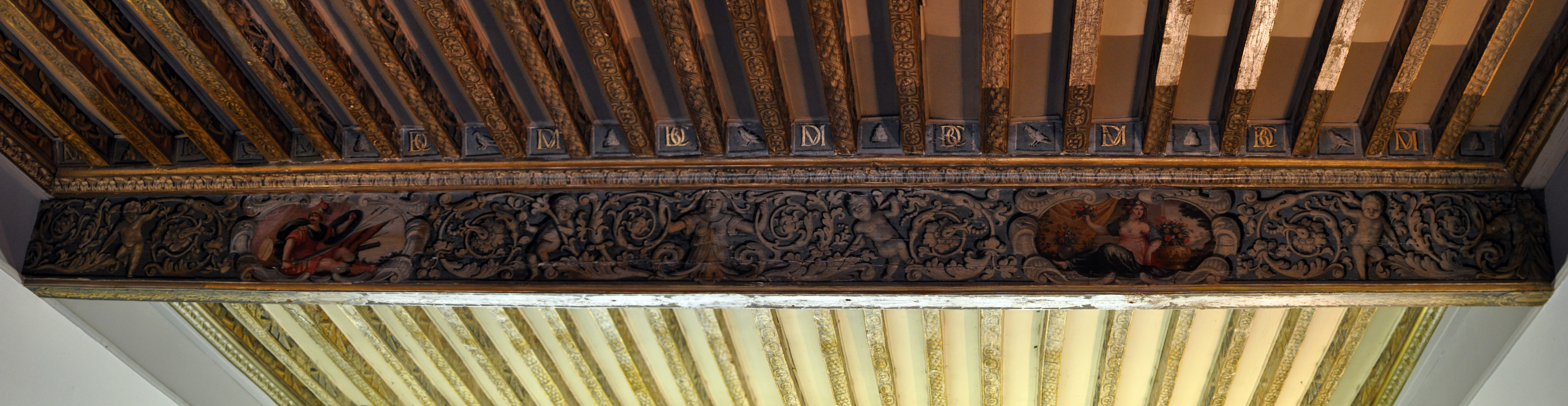
Détail du plafond à la française (XVIIe siècle).
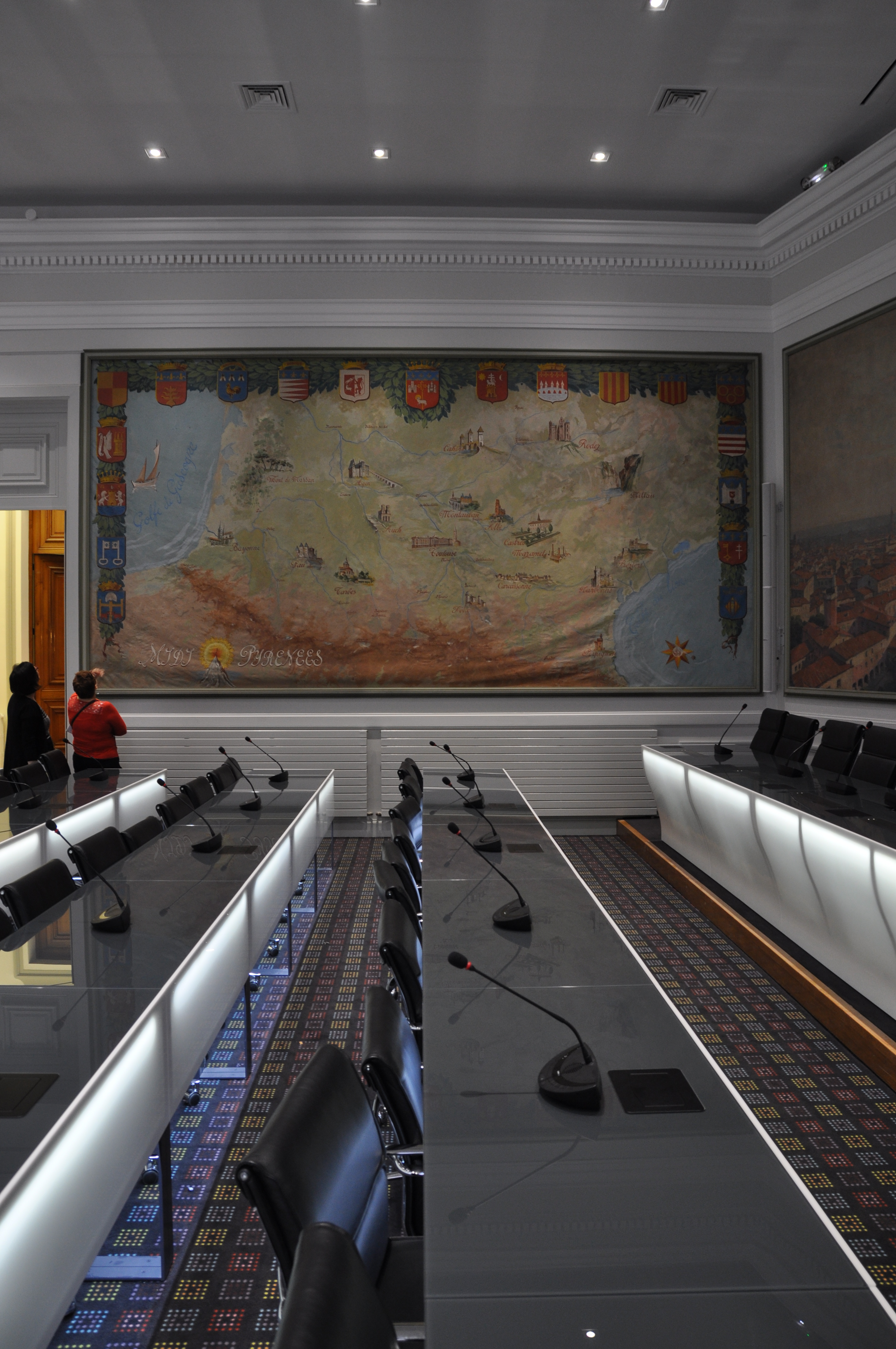
Détail de la salle des séances : carte du Midi.
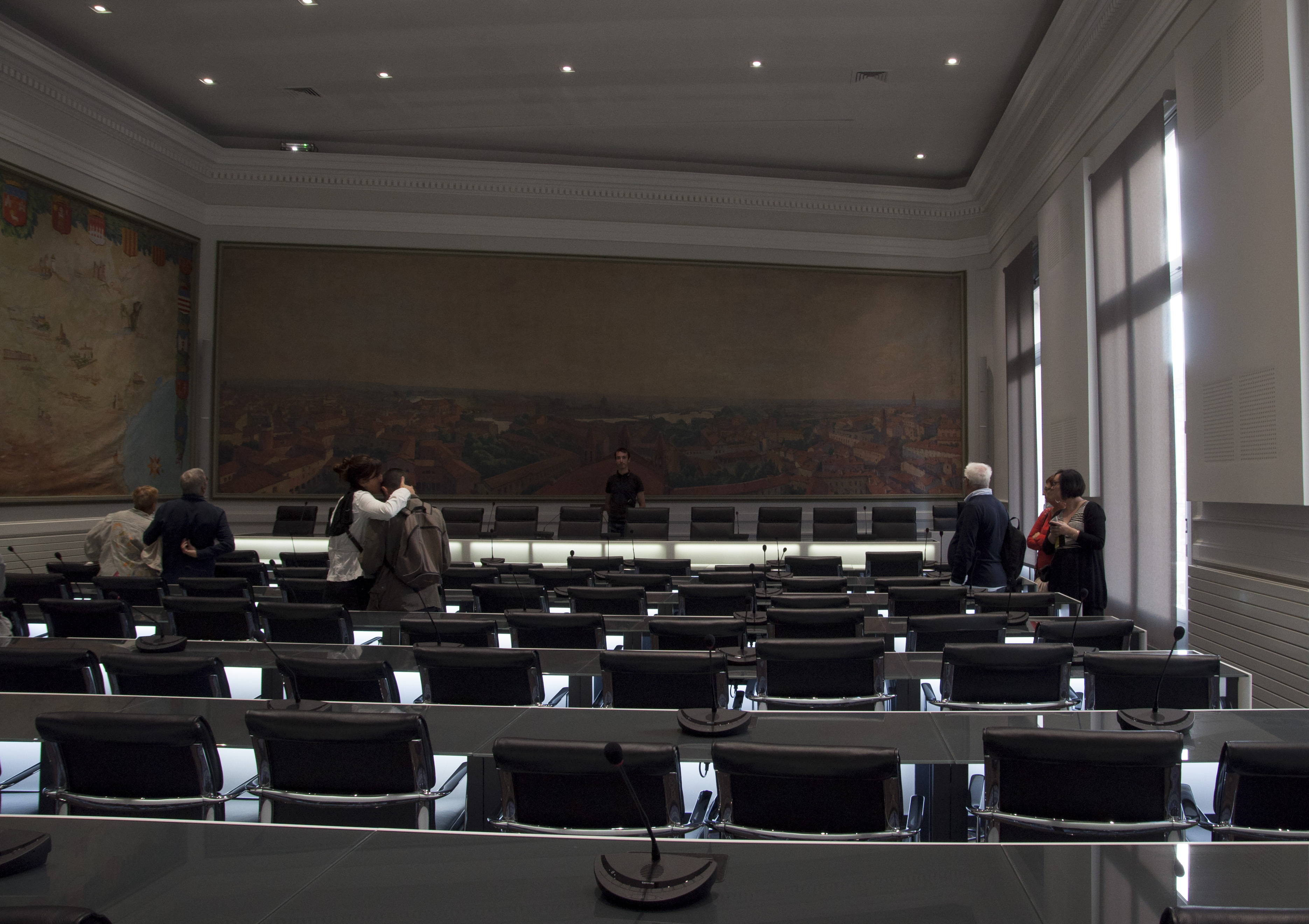
Détail de la salle des séances : vue de Toulouse.
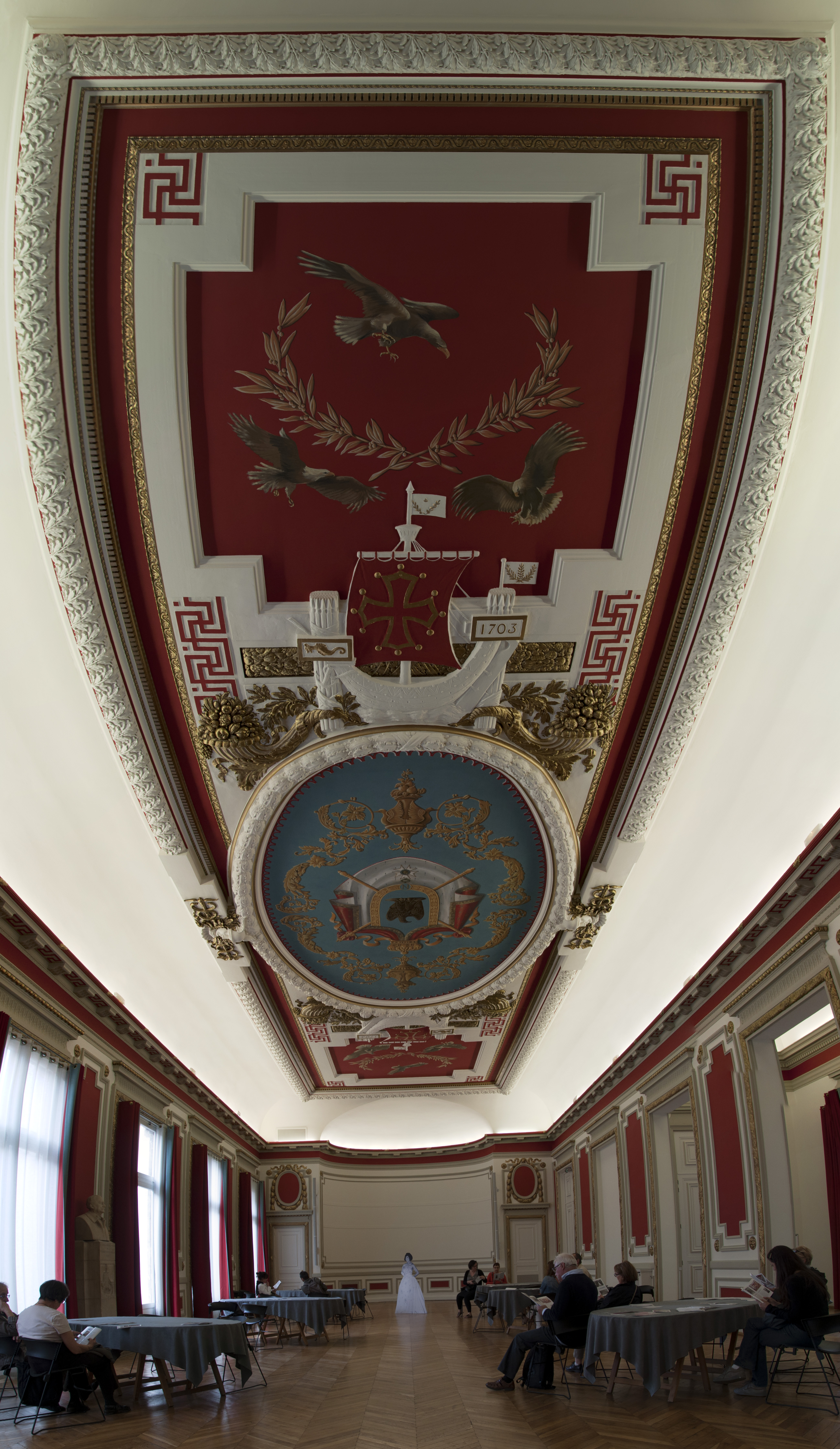
La salle Gaston Doumergue.
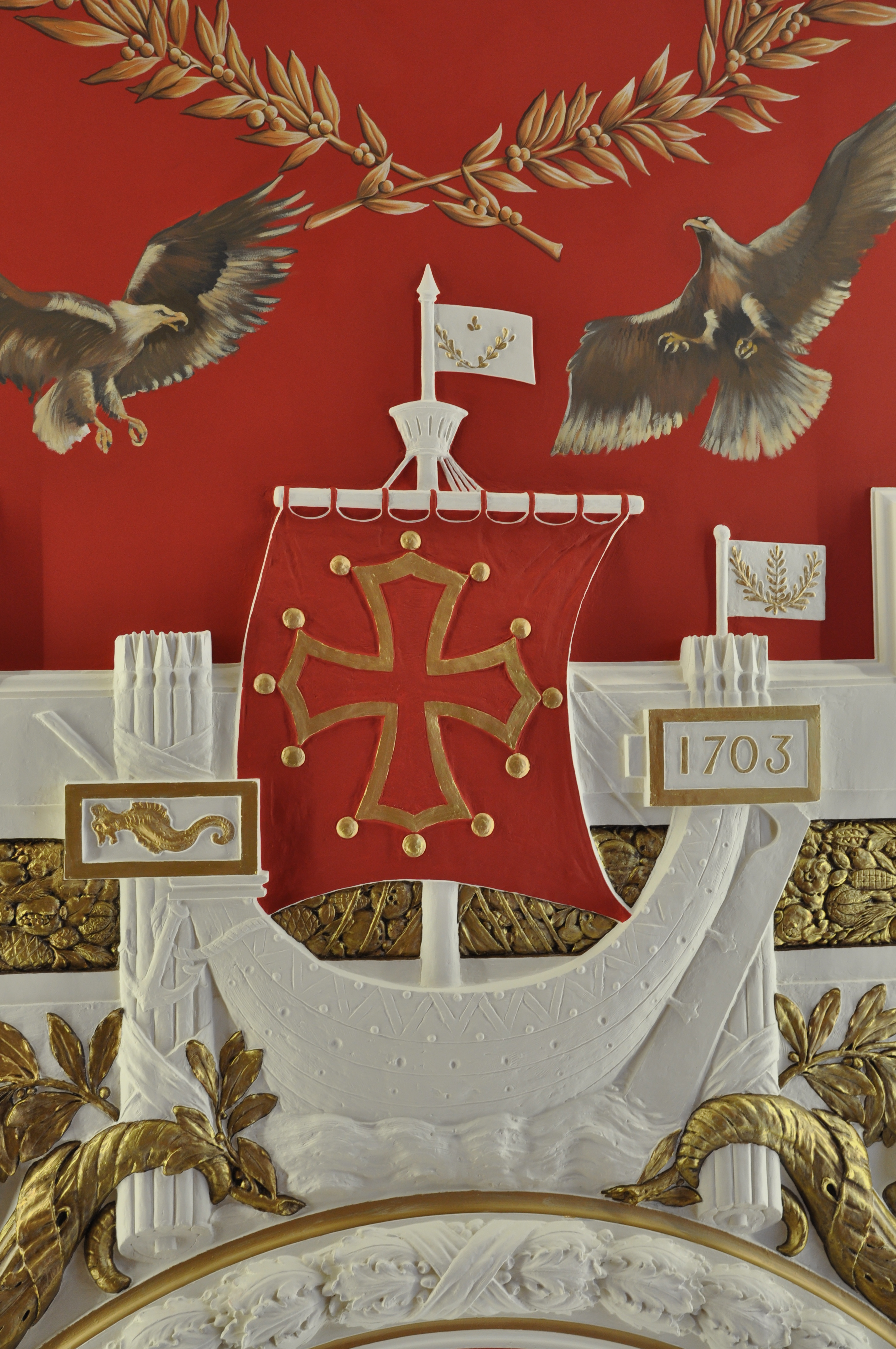
Détail de la salle Gaston Doumergue : la nef du Languedoc.
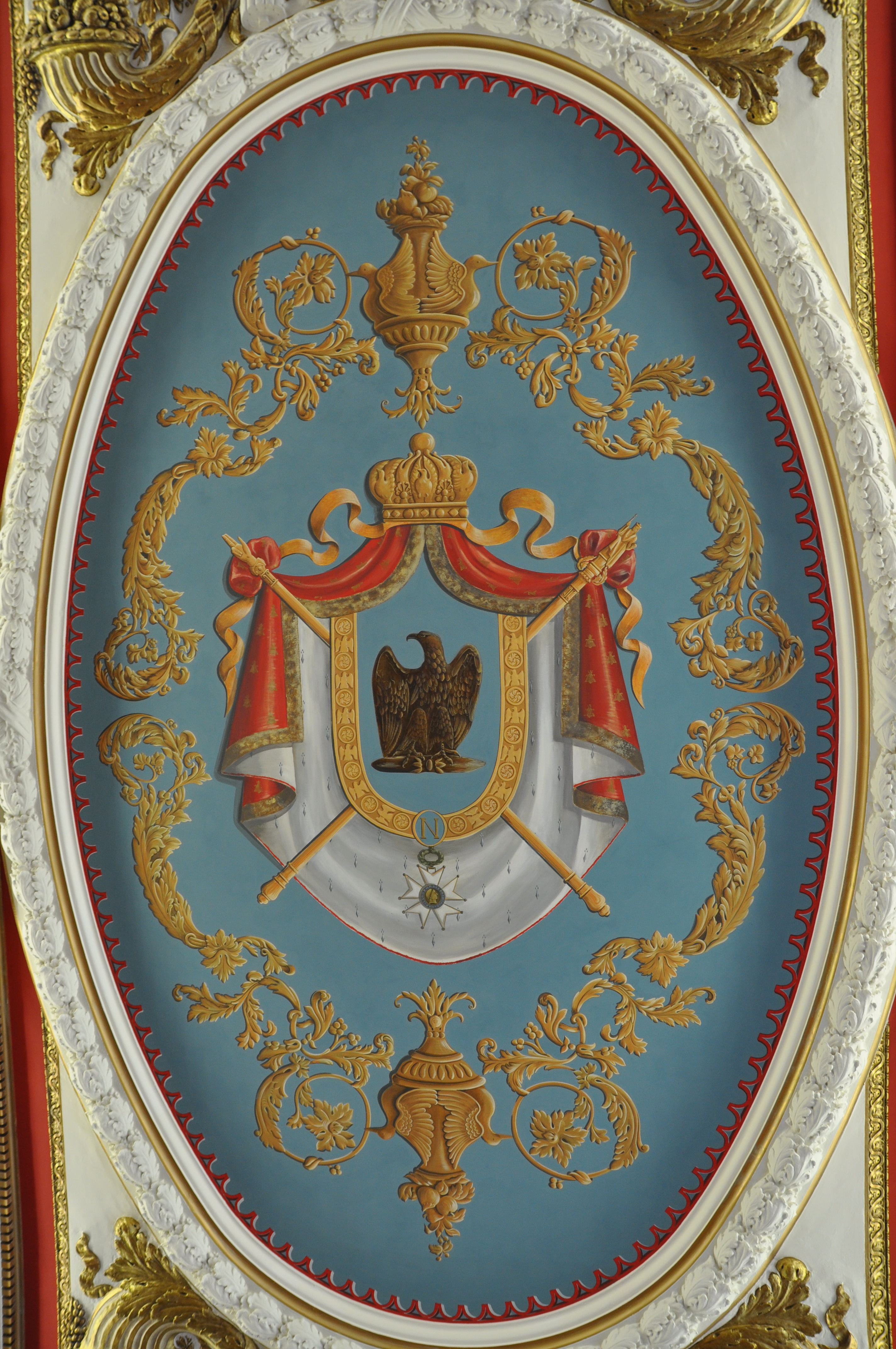
Détail de la salle Gaston Doumergue : les armes impériales.